# كأس سلوفينيا 2015–16
كأس سلوفينيا 2015–16 (بالإيطالية: Pokal Nogometne zveze Slovenije 2015-2016)‏ هو الموسم 25 من كأس سلوفينيا. أقيم خلال الفترة 19 أغسطس 2015 وحتى 25 مايو 2016، وأشرف على تنظيمه اتحاد سلوفينيا لكرة القدم، وكان عدد الأندية المشاركة فيه 28، وفاز فيه نادي ماريبور.